# Jari Torkki
Jari Kaarlo Torkki (Rauma, 11 agosto 1965) è un ex hockeista su ghiaccio finlandese.

## Carriera

### Club
Torkki ha giocato per tredici stagioni con la maglia del Lukko Rauma, squadra della sua città natale: dal 1981 al 1988 e dal 1990 al 1996. Nel mezzo, dopo che era stato scelto dai Chicago Blackhawks al draft 1983, ha disputato due stagioni in Nord America, dove raccolse 4 presenze in NHL (con una rete), giocando per il resto in International Hockey League. Con gli Indianapolis Ice vinse la Turner Cup.
Ha poi giocato due stagioni in Deutsche Eishockey-Liga con gli Strabulls Rosenheim, prima di trasferirsi in squadre italiane: Merano (1998-1999, con la vittoria del titolo italiano), Milano Vipers (nella stagione 1999-2000 iscritto al campionato francese, nella successiva a quello italiano) e poi nuovamente Merano (prima parte della stagione 2001-2002, prima del trasferimento in Gran Bretagna ai Bracknell Bees per i play-off).
Ha chiuso la carriera giocando i play-off 2003 con l'UJK nella seconda serie finlandese.

### Nazionale
Ha vestito la maglia delle selezioni giovanili della Finlandia. Con la Finlandia under 18 vinse l'argento al campionato europeo 1983, mentre con l'Under-20 vinse l'argento al mondiale dell'anno successivo.
Con la nazionale maggiore prese parte ad un mondiale (1987, chiuso al quinto posto) ed alla spedizione olimpica di Calgary 1988, chiusa con l'argento alle spalle dell'Unione Sovietica.

## Palmarès

### Club
- Turner Cup: 1

Indianapolis Ice: 1989-1990
- Campionato italiano: 1

Merano: 1998-1999

### Nazionale
- Giochi olimpici invernali:

 Calgary 1988

#### Giovanili
- Campionato europeo U18:

 1983
- Campionato mondiale U20:

 1984